# سونیا گماری
سونیا گماری (۹ خرداد ۱۳۷۰) قایقران اهل کشور ایران در ماده اسلالوم است.

## نشان‌ها
او موفق شد در بازی‌های آسیایی ۲۰۱۴ اینچئون با پیروزی بر قایقرانی از تایوان با زمان ۱ دقیقه و ۲۶ ثانیه و ۲۷ صدم ثانیه در رقابت رده‌بندی، به مقام سوم و نشان برنز مسابقات دست یابد.